# Remuna
Remuna é uma cidade no distrito de Baleshwar, no estado indiano de Orissa.

## Geografia
Remuna está localizada a 21° 32′ N, 86° 52′ L. Tem uma altitude média de 20 metros (65 pés).

## Demografia
Segundo o censo de 2001, Remuna tinha uma população de 28,958 habitantes. Os indivíduos do sexo masculino constituem 52% da população e os do sexo feminino 48%. Remuna tem uma taxa de literacia de 61%, superior à média nacional de 59.5%: a literacia no sexo masculino é de 69% e no sexo feminino é de 53%. Em Remuna, 14% da população está abaixo dos 6 anos de idade.